# برش، رونوشت و چسباندن

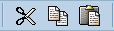
نمادهای برش، رونوشت و چسباندن در ERP5

در تعامل انسان و رایانه و طراحی واسط کاربر، برش، رونوشت و چسباندن(به انگلیسی cut, copy and paste) فرمان‌های مرتبط به هم هستند که یک روش ارتباط بین پردازشی انتقال داده از طریق واسط کاربری رایانه ارائه می‌دهند. فرمان برش(به انگلیسی cut) داده‌های انتخاب شده را از موقعیت اصلی خود حذف می‌کند، در حالی که فرمان رونوشت (به انگلیسی copy) یک تکرار از داده را ایجاد می‌کند. در هر دو مورد، داده‌های انتخاب شده در حافظه موقت (کلیپ بورد) نگهداری می‌شوند. داده‌های کلیپ بورد بعداً هرجا که فرمان چسباندن(به انگلیسی paste) صادر شود درج می‌شوند. داده‌ها برای هر برنامه کاربردی که از این ویژگی‌ها پشتیبانی می‌کند در دسترس خواهد بود، در نتیجه امکان انتقال آسان داده‌ها بین برنامه‌ها فراهم می‌شود. ممکن است رونوشت برداری و تابع مقررات نهادهای اداری باشد.

## میانبرهای رایج صفحه کلید
|                                | برش                        | رونوشت🀄                            | چسباندن                                                                                 |
| ------------------------------ | -------------------------- | ----------------------------------- | --------------------------------------------------------------------------------------- |
| اپل                            | ⌘ Command+X                | ⌘ Command+C                         | ⌘ Command+V                                                                             |
| Windows / GNOME / KDE          | Control+X / ⇧ Shift+Delete | Control+C / Control+Insert          | Control+V / ⇧ Shift+Insert                                                              |
| شبیه‌سازهای ترمینال GNOME / KDE |                            | Control+⇧ Shift+C / Control+Insert  | Control+⇧ Shift+V / Control+⇧ Shift+Insert (⇧ Shift+Insert برای چسباندن متن انتخاب شده) |
| BeOS                           | Alt+X                      | Alt+C                               | Alt+V                                                                                   |
| دسترسی مشترک کاربر             | ⇧ Shift+Delete             | Control+Insert                      | ⇧ Shift+Insert                                                                          |
| ایماکس                         | Control+w (برش / پاک کردن) | meta+w (کپی)                        | Control+y (چسباندن / یانک)                                                              |
| از طریق                        | d (حذف) / d (خط حذف)       | y (یانک)                            | p (قرار داده)                                                                           |
| سیستم پنجره ایکس               |                            | برای برجسته کردن، کلیک کنید و بکشید | دکمه وسط ماوس                                                                           |